# Immenburg (Horn-Bad Meinberg)
Die Immenburg oder Imburg ist ein Flurstück im Areal der Externsteine, beziehungsweise im FFH-Schutzgebiet Externsteine in Horn-Bad Meinberg, Kreis Lippe in Nordrhein-Westfalen. Es befindet sich unmittelbar nordöstlich des Naturdenkmals und linksseitig der Wiembecke und dem oberen Wiembecketeich.

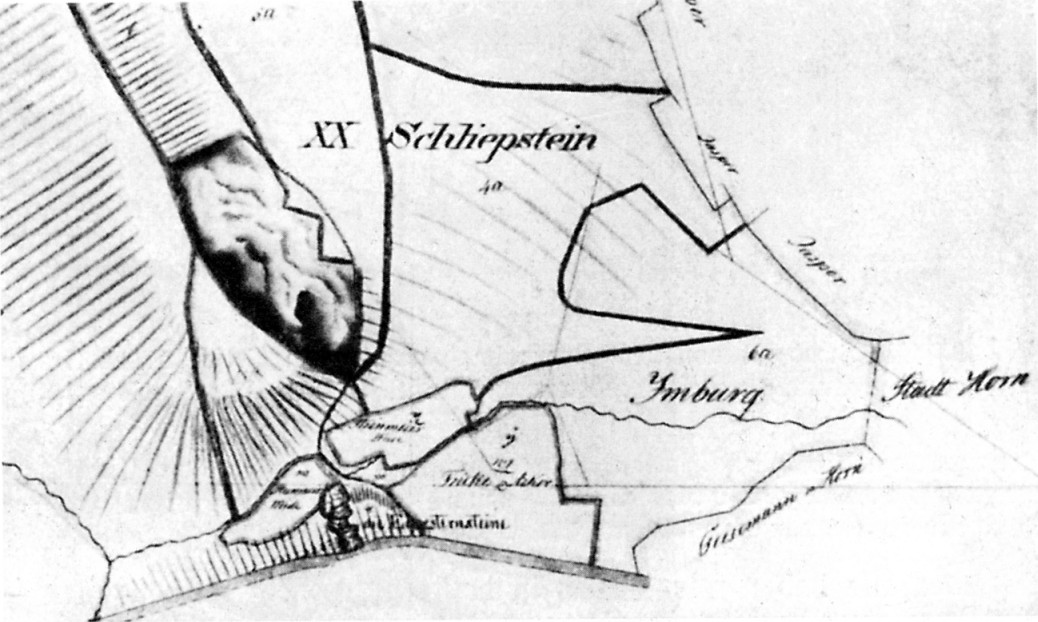
Forstkarte von 1833 mit einem Flurstück bezeichnet als Imburg.

Die Flurbezeichnung Immenburg ist spätestens seit dem 19. Jahrhundert bekannt. So nennt eine Forstkarte aus dem Jahre 1833 die Bezeichnung Imburg.
Der Horner Kaufmann und Bürgermeister und (dilettantische) Laienforscher Gotthilf August Benjamin Schierenberg ließ sich im nationalen Überschwang der Zeit nach Reichsgründung 1871 und seine damals für sich neuentdeckte Faszination von den mythologischen Texten der Edda dazu verleiten diese auf die Örtlichkeit der Externsteine zu fabulieren. Völlig bar jeder philologischer und historischer Fachkenntnisse und Methoden entnahm er aus bestimmten Passagen der nordischen Texte Götter/Personen- und Ortsnamen, um die Externsteine und Umgebung als das „Germanische Olympia“ darzustellen und als Wohnort der nordisch-germanischen Götter zu beweisen. Die Immenburg dichtete er 1875 zu Heimdalls Himinbjörg als Wächter von Asgard. Für ihn passend deutete er dazu den Namen der „Wiembecke“ absurderweise als „Wieh-bach“ von altsächsisch/althochdeutsch wīh für „heilig, Heiligtum“ (wie altnordisch vé), also als das Gewässer das im Heiligtum oder dem Heiligen Bezirk entspringt. In seinem Eifer und Sendungsbewusstsein ob seiner „Entdeckungen“, wandte er sich unter anderen an dem damaligen führenden Experten für die „Germanische Altertumskunde“ Karl Müllenhoff, der sich weigerte, sich mit Schierenbergs Elaboraten zu befassen.
1934 und 1935 wurden unter Leitung des Münsteraner Geologen und aktiven NSDAP-Mitglieds Julius Andree mit Hilfe des Reichsarbeitsdienstes umfangreiche archäologische Ausgrabungen im Bereich um die Externsteine durchgeführt, deren Dokumentation seit 1945 aber nur noch unvollständig ist. Diese Grabungen werden von der heutigen wissenschaftlichen Archäologie in der Regel als „initiierte archäologische Zweckforschung“ angesehen. Teile einer Umwallung mit Holzkonstruktion wurden von Andree im Rahmen dieser Grabungen auf dem Flurstück Immenburg entdeckt und untersucht. Andree beschrieb seine Funde erst in seinem Bericht über die Externsteine in dritter Auflage 1939, hierbei aber mit einem mehrseitigen Exkurs.
Wilhelm Teudt schrieb bereits 1936: „Besondere Aufmerksamkeit verdient die Auffindung einer Umwallung mit Holzkonstruktion, ähnlich der im Oesterholz, woraus geschlossen werden darf, dass entweder das Heiligtum selbst oder der Eichenhain daneben eine Wallburg war.“ Dabei ging Teudt verbunden mit dem Zeitgeist davon aus, dass die Externsteine als Heiligtum verehrt worden waren. Von der Fachwissenschaft werden Teudts Thesen abgelehnt. Sie beeinflussen aber heute noch esoterische und neuheidnische Kreise.

Querschnitt durch zwei nebeneinander liegende Wälle. Unten: mögliche Rekonstruktion der Wälle. Aus: Teudt, Germanische Heiligtümer, 1936. Zitiert nach: Andree, 1939, Abb. 50.

Andree veröffentlichte 1939: „Auf dem linken Ufer der Wiembeke liegt ein Eichenhochwald, der zwei Flurstücke mit den Namen Schliepstein und Immenburg umfaßt (letzteres auf einer Forstkarte von 1833, Abb. 43, als Imburg bezeichnet). Nahe der Wiembeke finden sich in der Immenburg etwa 0,8–1 m hohe Wälle, ungefähr W-O verlaufend. Der Untergrund des Geländes (Abb. 44) wird hier von grauen Keupertonen gebildet, über denen, jedoch nicht überall, dunkle, moorige Torfe von höchstens 5–10 cm Dicke liegen: es sind das vermoorte Sumpfstellen auf den wasserundurchlässigen Tonen. Darauf folgen etwa 30 bis durchschn. 50 cm helle Sande, die oben mit einer humosen Oberkante von rund 10 cm abschließen. Nach der pollenanalytischen Untersuchung (dankenswerterweise von Prof. Dr. Budde–Dortmund durchgeführt) sind die Torfe frühestens etwa in der Zeit um 1000–500 v. Ztr. entstanden. Die Überdeckung mit den hellen Sanden wird also vielleicht um Beginn der Ztr. erfolgt sein, verursacht durch Hochwässer der Wiembeke und durch Abspülung der Verwitterungssande des Osningsandsteins vom Osthang des Bärensteins. Die Untersuchung der aus diesen Sanden bestehenden Wällen (Abb. 45) ergab, dass sie einst Rundhölzer – heute natürlich gänzlich vergangen – von durchschn. 30 oder auch weniger cm Durchmesser enthalten haben, deren Spuren sich z. T. sehr deutlich in den Sanden abzeichneten (Abb. 46 und 48). Die Rundhölzer lagen meist ungefähr in der Längsrichtung der Wälle (Abb. 46 und 48), manchmal auch diagonal zur Wallrichtung (Abb. 47); Hölzer von mehreren m Länge konnten festgestellt werden (Abb. 48). Querschnitte der Rundhölzer waren öfters gut zu beobachten (Abb. 48 und 49) – Dass es sich hier um umgestürzte, vermoderte Bäume handelt, ist ausgeschlossen. Die Rundhölzer lagen vielfach parallel zueinander und zur Wallrichtung, ferner z. T. oben in den Wällen, Spuren dickerer Äste fanden sich nirgends (die diagonal liegenden Hölzer auf Abb. 47 sind teilweise dicker als die längsgerichteten, also keine Äste!). Das führt zu dem Schluß, dass die Wälle eine Holzkonstruktion besaßen, die ihnen die nötige Festigkeit gab. Abb. 50 (oben) zeigt einen Querschnitt durch zwei Wälle (bis zu 14 Rundhölzer wurden in einem Walle beobachtet), aus dem sich ergibt, dass die Rundhölzer, als die Wälle verfielen, größtenteils in Gräben links und rechts der Wälle herunterrollten. Demnach haben die Wälle vielleicht die Gestalt wie auf Abb. 50 (unten) gehabt: auf dem Ton übereinander lagernde Rundhölzer (7 auf jeder Seite?), bei einem Abstand von rd. 1,10-1,50 m innen durch Querhölzer zusammengehalten (?, doch vergl. Abb. 47) und mit Sand verfüllt, links und rechts des Walles ein Graben bis auf den Ton. Da Pfostenlöcher bisher nicht festgestellt, ist ungewiß, ob die Rundhölzer außen durch senkrechte Pfähle gehalten wurden. Scherben- oder sonstige Funde wurden nicht gemacht. Es ist daher vorläufig das Alter der Wälle unbekannt; sie könnten frühestens aus der Zeit um etwa kurz nach Beginn der Zeitr. stammen. – Ob die Wälle in irgendeinem Zusammenhange mit den Externsteinen stehen, lässt sich bisher nicht erweisen.“